# Protopteryx
Protopteryx fengningensis
Ordre
Famille
Genre
Espèce
Protopteryx est un genre fossile d'oiseau et l'énantiornithéen le plus primitif, du Crétacé. L'espèce type est Protopteryx fengningensis. Il a été découvert pour la première fois dans le Membre Sichakou de la formation d'Yixian ou de la formation d'Huajiying de la province du Hebei, dans le nord de la Chine, datant de 131 Ma. Protopteryx a également été trouvé dans la formation de Daibeigou. Le nom Protopteryx signifie « plume primitive » : « proto- » signifiant « le premier de » et « -pteryx » signifiant « plume » ou « aile ». Le nom vient du fait que les plumes de Protopteryx sont plus primitives que celles des oiseaux modernes, comme les deux plumes de la queue allongées qui n'ont pas de barbes et de rami.

## Description

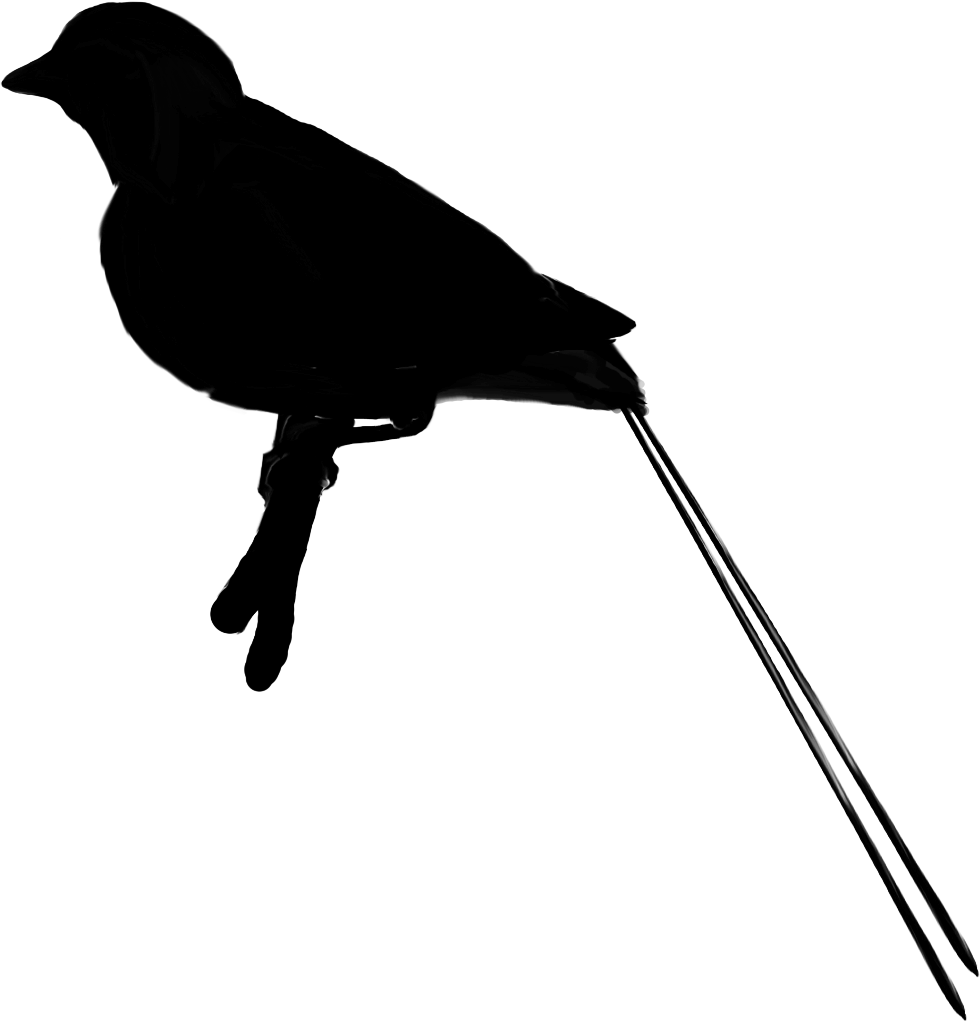
Protopteryx Silhouette

Les fossiles de Protopteryx montrent qu'ils étaient à peu près les mêmes que les étourneaux d'aujourd'hui. La longueur du corps adulte de Protopteryx était d'environ 10 centimètres, à l'exclusion des plumes de la queue. Les dents du Protopteryx étaient coniques et non crantées, et certaines dents avaient une fosse de résorption similaire à celles observées chez l'Archéoptéryx. Le corps du Protopteryx était couvert de trois types de plumes : les plumes duveteuses, les plumes de vol et les longues plumes de la queue en forme de ruban. Le corps était principalement couvert de plumes d'environ 12 millimètres. Les barbes des plumes du duvet étaient laminaires au lieu de ressemblant à des cheveux et étaient effilochées aux extrémités. La caractéristique la plus distinctive de Protopteryx est que la queue se composait de deux longues plumes qui n'avaient que des barbes à leur extrémité. Plus près du corps, les longues plumes de la queue étaient minces et en forme d'aiguille. Le seul oiseau moderne à partager un type de plume similaire à Protopteryx est l'oiseau de paradis rouge. Les plumes de la queue sont également dépourvues de rami à l'extrémité proximale de la queue.

## Classification
Protoptéryx est l'un des membres les plus primitifs connus du groupe des Enantiornithes. Il est apparu après Archaeopteryx, l'un des oiseaux les plus primitifs, et Confuciusornis. Protoptéryx est plus primitif que les espèces Eocathayornis (en) et Paraprotopteryx (en).

## Découverte et géographie
Protoptéryx a été découvert dans le membre Sichakou de la province du Hebei, à l'ouest de la province du Liaoning. Les formations où Protopteryx a été trouvé étaient les formations Yixian et Dageibou,. Le bassin Sichakou fait partie de la ceinture tectonomagmatique Daxinganling-Taihangshan et se déplace dans une direction nord-nord-est. Lorsque Protopteryx était vivant, le bassin de Sichakou était situé au Hongqiangou-Jiecangou.

## Paléobiologie
Le protoptéryx vivait dans le biote de Jehol au Crétacé, qui contient de nombreux clades de vertébrés terrestres et d'eau douce. Les dents du Protopteryx sont similaires à celles de l'Archaeopteryx, suggérant un régime similaire.

### Adaptations des plumes
Protopteryx était adapté au vol et avait des plumes avec des caractéristiques similaires aux oiseaux modernes, comme le montrent son procoracoïde, sa carène du sternum, sa tubérosité externe de l'humérus et sa crête deltoïde, ce qui suggère que Protopteryx avait un musculus supercoracoideus et un pectoralis modernes. Le Protopteryx partage également des rémiges asymétriques avec des oiseaux volants, ainsi que Archaeopteryx et Confuciusornis. Les plumes de la queue de Protopteryx manquent de barbes et de rami près du corps, suggérant une utilisation en dehors du vol, comme l'affichage, la thermorégulation ou l'utilisation sensorielle.

## Sources
- http://www.fossilmuseum.net/Fossil-Pictures/Birds/Protopteryx/Protopteryx-fengningensis.htm
- Mesozoic Birds: Above the Heads of Dinosaurs by Luis M. Chiappe and Lawrence M. Witmer